# میشلباخ، اتریش
میشلباخ  (به آلمانی: Michelbach) یک منطقهٔ مسکونی در اتریش است که در ناحیه زانکت پولتن-لاند واقع شده‌است. میشلباخ ۹۲۱ نفر جمعیت دارد.